# カイオワ

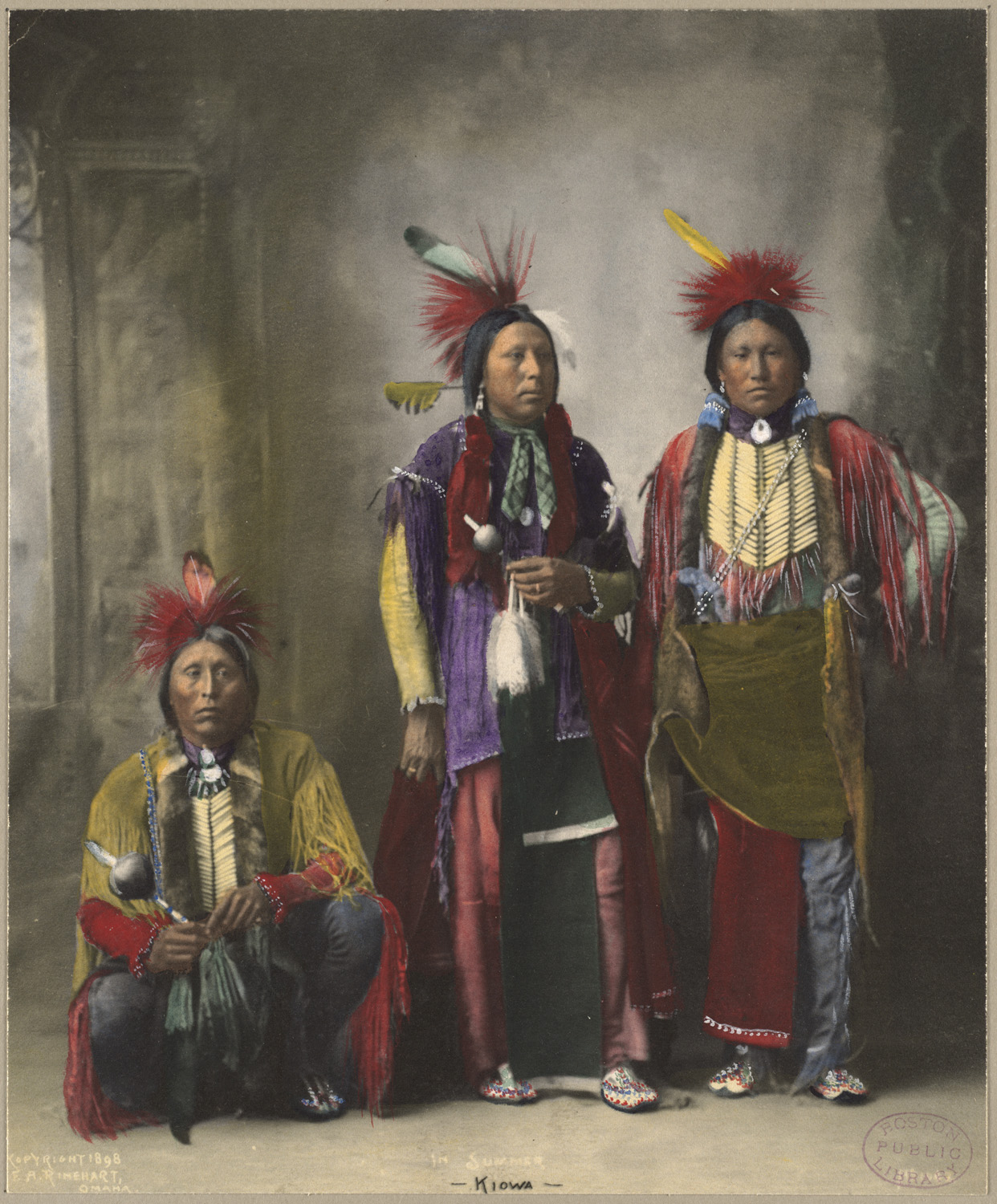
カイオワ族の男性（1898年）

カイオワ族（Kiowa）とはアメリカ合衆国に先住するインディアン部族のひとつ。
「カイオワ」は、彼らの言葉で「優れし者たち」という意味。

## 歴史

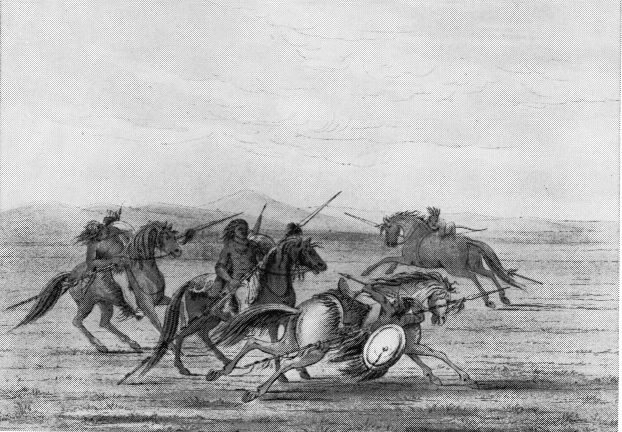
カイオワ族の戦士たち（ジョージ・カトリン画、1830年代）

ブラックヒルズ近辺を領土としていた平原インディアンで、18世紀に西進してきたスー族によって、南部大平原へ追いやられた。現在も、ブラックヒルズのベアビュートは、カイオワ族にとって聖山である。略奪騎馬民族として、コマンチ族と同盟し、現在で言うテキサス州全土で略奪を行った。コマンチとともにメキシコを越え、中南米まで南下遠征した記録が残っている。
ララミー砦条約で白人政府に、テキサスの領土を明け渡し、オクラホマの保留地へ移住するよう強制される。これに対し、コマンチ族と組んで一大抵抗戦を行い、入植地を戦火で包んだ。

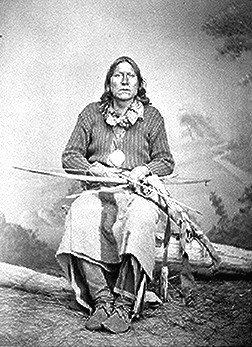
捕虜となったサタンタ（白い熊）酋長

1874年7月20日の｢レッド・リバーの戦い｣では、カイオワ族酋長ローン・ウルフ(en:Lone Wolf (Kiowa))はコマンチ族の酋長クアナと手を組んだ。この戦いには、アラパホ族やシャイアン族の諸部族も結集した。テキサスのパロ・ デュロ・キャニオンの砦に立て篭もって、ウィリアム・シャーマン率いるアメリカ軍と戦ったが、同年の10月24日にサタンタが降伏し敗北してしまった。戦いの後、カイオワ族の指導者の大半が戦いの責任者として逮捕されるなどし部族から引き離された。ローン・ウルフ酋長は1879年に収容先で病没した。ホワイト・ベアー（サタンタ）曾長はレッド・リバーの戦いの後に逮捕され、1878年に収容先でノイローゼとなり自殺した。残った曾長も白人に毒殺されるなどし、カイオワ族戦士団は壊滅してしまい、彼らはオクラホマの保留地に強制移住させられた。
現在は、オクラホマ州に保留地を持ち、またカンザス州、ニューメキシコ州にも共同体を持つ。

## 文化

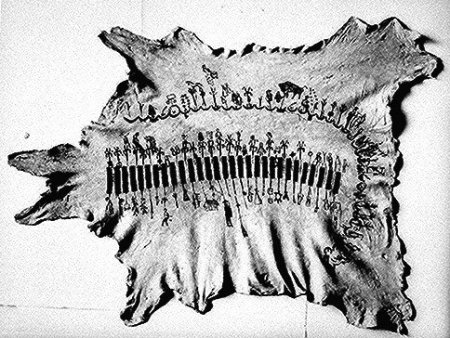
バッファローの皮に描かれたカイオワ族の年代記

かつてはティピーを住まいとし、指言葉（平原インディアン手話）を使って他部族と交易をし、馬を駆ってバッファロー狩りをする、農業文化を持たない典型的な平原インディアンだった。好戦的だったが、どちらかといえば、白人とは友好的であった。母系社会であり、現在も女性の権威が強い。
ユト・アステカ語族に属するが、カイオワ族の出自や言葉は起源が不明確で、謎が多い部族とされる。19世紀初頭に平原アパッチ族の一部と同盟した、カイオワ･アパッチ族という支族を持つ。このカイオワ・アパッチは、カイオワ族のなかでアパッチ語を使い、アパッチの習慣を持続させ、ウィグワムも使用していたアパッチ族の集団である。普通は他部族に混じれば言語なども同化するものであるが、あくまで習俗を保持していた珍しいケースである。他部族に混じりながら、独自の言語・習俗を保持した同様の事例としては、台湾原住民のサキザヤ族などが存在する。
夏至の頃、サン・ダンスの儀式を行うが、スー族のように流血を伴う苦行は行わない。「49ソング」（フォーティーナイナー・ソング）という独特の栄誉の歌を持っており、パウワウで披露される。

## 著名人
- グルパーゴ（ローン・ウルフ）
- テネアンゴプテ（キッキング・バード）和平派の酋長。調停後、白人に暗殺された。
- サタンタ（ホワイト・ベアー）交戦派の酋長
- サタンク（シッティング・ベアー）交戦派の老酋長。抵抗戦の英雄。
- N・スコット・ママディ 作家。
- ジェシ・エド・デイヴィス　20世紀の伝説のギタリスト。
- R・J・ハリス　政治家。元共和党候補者及び2012年アメリカ合衆国大統領選挙でのリバタリアン党候補者の中の1人。

## 関連作品
- 『戦いの矢』(1953年映画)　でたらめな姿で、これもでたらめなセミノール族と交戦する。
- 『燃える平原児』 (1960年映画、エルヴィス・プレスリー主演)　残虐なインディアンとして、でたらめな姿で登場する。
- 『許されざる者』(1960年の映画)　ヒロインのレイチェル（ オードリー・ヘプバーン）がカイオワ族という設定。
- 『インディアン狩り』（1967年映画、バート・ランカスター主演）描かれ方はわりと好意的。
- バック・クロス - グレッグ・レインウォーター演じる『ヤングライダーズ』(1989年～1992年TVドラマ)に登場するカイオワ族と白人の混血のポニー・エクスプレスのライダー。
- OH-58 カイオワ - カイオワ族からちなんだアメリカ軍の攻撃ヘリコプター